# Fest Imre
Fest Imre (Szepesváralja, 1817. november 3. – Budapest, 1883. március 11.) az Osztrák–Magyar Bank magyar alkormányzója, az osztrák Lipót-rend középkeresztese, költő.

## Életpályája
Iskoláit Késmárkon, Miskolcon és Eperjesen járta; a jogot Debrecenben és Pesten végezte; 1839-ben ügyvédi oklevelet nyert. Szepesváraljára visszatérve az ügyvédi gyakorlat helyett a bányaipar terén keresett hatáskört. 1840-ben jegyzőjévé lett a felsőmagyarországi bányapolgárság egyesületének és mint ezen testület küldöttje, részt vett az 1843–1844. pozsonyi országgyűlésen az új bányatörvény kidolgozásában. 1846-tól a vasgyári vállalatokban kezdett részt venni s egyszersmind az iparegylet szepesi képviselője volt. 1848-ban mind Szepes megye, mind a 16 szepesi városkerület körében tevékeny részt vett a politikai újraébredt életben és a közigazgatásban is. 1849-ben megszűnvén ismét a politikai élet, előbbi működési terére tért vissza. 1861-ig egészen a bánya-, főleg a vasipar előmozdításának szentelte minden erejét s összes munkásságát. 1861-ben Szepes vármegye első alispánjává választatott, de a provizórium beálltával ő is visszatért a magánéletbe s a mellett a Kassa–Oderbergi Vasút eszméjének előmozdítója lett. 
1863-ban Pestre tette át lakását, s itt is az anyagi, különösen a vasúti érdekek előmozdításán működött. E működésének köszönhette, hogy az 1865. december 10-ére összehívott országgyűlésre a szepes-göllnitzi választó kerület képviselőjévé választotta. Az országgyűlés alatt folyvást Deák Ferenc elveit vallotta s tevékeny részt vett a bizottsági tárgyalásokban. Az országgyűlésen kívül főleg az országos iparegyesület megalapításán fáradozott, mely szervezését nagyrészt az ő munkásságának köszönheti, mire ezen intézet igazgatója is volt. A kiegyezési tárgyalások Ausztriával megindulván, ő azokban kiváló részt vett és különösen nagy szerepet játszott az osztrák–magyar kereskedelmi s vámszerződés megállapításában. Gorove István miniszter meghívta őt államtitkárjának a kereskedelmi minisztériumba; alapos szakismereteivel derekasan képviselte azt az ekkor fennforgott számos fontos tárgyalásban. 
Amikor a volt nemzeti bank 1878. szeptember 20-án Osztrák–Magyar Bankká alakították át, november 29-én I. Ferenc József e bank egyik alkormányzójává őt nevezte ki. Ez állásánál fogva elnöke volt a bank budapesti igazgatóságának s egyúttal tagja a központi főtanácsnak is.

## Művei
- Öt évi működése a földmivelés-, ipar- és kereskedelmi magyar kir. ministeriumnak (1867–72.) Pest, 1872.
- Gedichte. Bpest, 1884.

Lefordította Petőfi összes kisebb költeményeit, melyek azonban (néhány elszórt mutatványon kivül) kéziratban maradtak.
A szabadságharc előtt mint hírlapíró is működött, levelező és vezércikkírói minőségben, többnyire az ipari érdekek terén a Pesti Hírlapban és a Hetilapban (1845. Higany Magyarországban); azután a Pesti Naplóban, Pester Lloydban, Magyarország anyagi Érdekeiben (1865. Első lépés az anyagi reformok terén) és a bécsi lapokban. Több költeménye jelent meg álnév alatt vagy ABC jeggyel a felvidéki német lapokban; így csak halála előtt is nehány nappal a Zipser Boteban.